# 穆斯廷 (梅克伦堡-前波美拉尼亚州)
穆斯廷（德語：Mustin）是德国梅克伦堡-前波美拉尼亚州的市镇，隶属于路德维希斯卢斯特-帕尔希姆县，总面积为26.19平方千米，截至2020年总人口为376人。